# Шевченка (Гайсинський район)
Шевче́нка — село в Україні, в Гайсинському районі Вінницької області.
Населення становить 208 осіб.

## Історія
12 червня 2020 року, відповідно розпорядження Кабінету Міністрів України № 707-р «Про визначення адміністративних центрів та затвердження територій територіальних громад Вінницької області», село увійшло до складу Тростянецької селищної громади.
17 липня 2020 року, в результаті адміністративно-територіальної реформи і ліквідації Тростянецького району, село увійшло до складу Гайсинського району.

## Транспорт
Найближчі станції:
- пункт зупинки «Антонівка» (3 рази на тиждень зупиняється поїзд Вінниця-Гайворон).
- станція Кублич (4 рази на тиждень поїзд Христинівка-Вапнярка, швидкі поїзди на Львів, Одесу, Черкаси)

## Назва
Село назване на честь Тараса Григоровича Шевченка.

## Відомі люди
- Василь Іщенко  (* 1999) —український військовик,  солдат Збройних сил України, учасник російсько-української війни.